# Clemenskirche (Ustroń)
Die Clemenskirche (polnisch Kościół św. Klemensa w Ustroniu) im Zentrum von Ustroń, Polen, ist eine römisch-katholische Pfarrkirche in den Schlesischen Beskiden. Sie hat das Patrozinium des Clemens von Rom.

## Geschichte
Die Pfarrei entstand vor 1447 und hatte zunächst eine Kirche an der Stelle des alten katholischen Friedhofs, welche im Zuge der Reformation lutherisch und im Zuge der Gegenreformation 1654 wieder katholisch wurde. 1740 eröffneten die Jesuiten ein Waisenhaus mit Kapelle an der Stelle der heutigen Clemenskirche. In der zweiten Hälfte des 18. Jahrhunderts wurde die alte Kirche abgetragen, es blieb jedoch der Friedhof, und die Pfarrei nutzte ab 1784 die Jesuitenkapelle als Pfarrkirche, die bis 1788 ausgebaut wurde. Das Waisenhaus wurde zum Pfarrhaus umfunktioniert. Der neue Turm wurde 1837 vollendet und die Kirche erhielt bis 1840 ihre heutige Gestalt. Die beiden barocken Figuren des heiligen Nepomuk und des heiligen Josef vor der Kirche wurden Ende des 18. Jahrhunderts von Wacław Donay geschaffen.

## Galerie

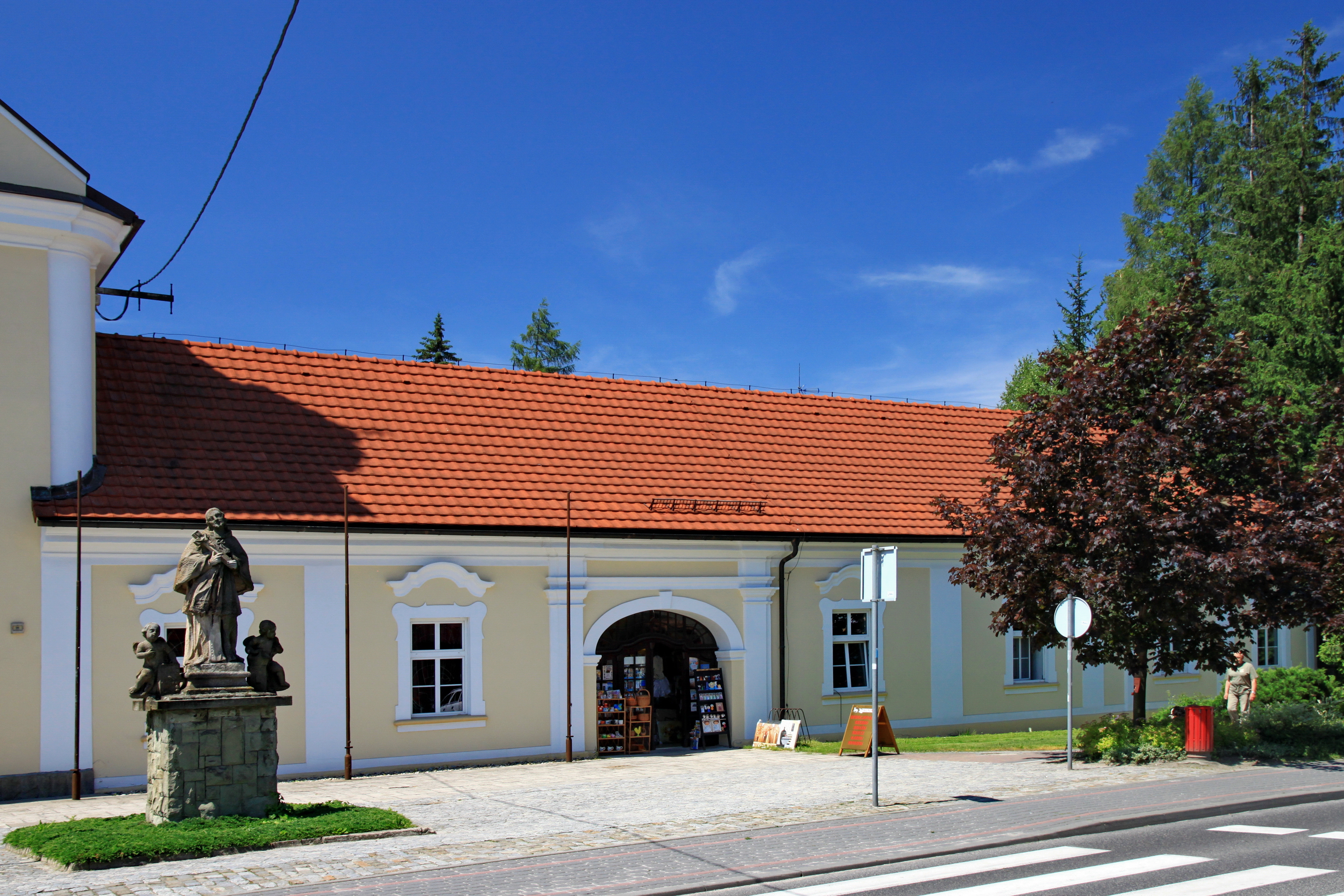
Pfarramt
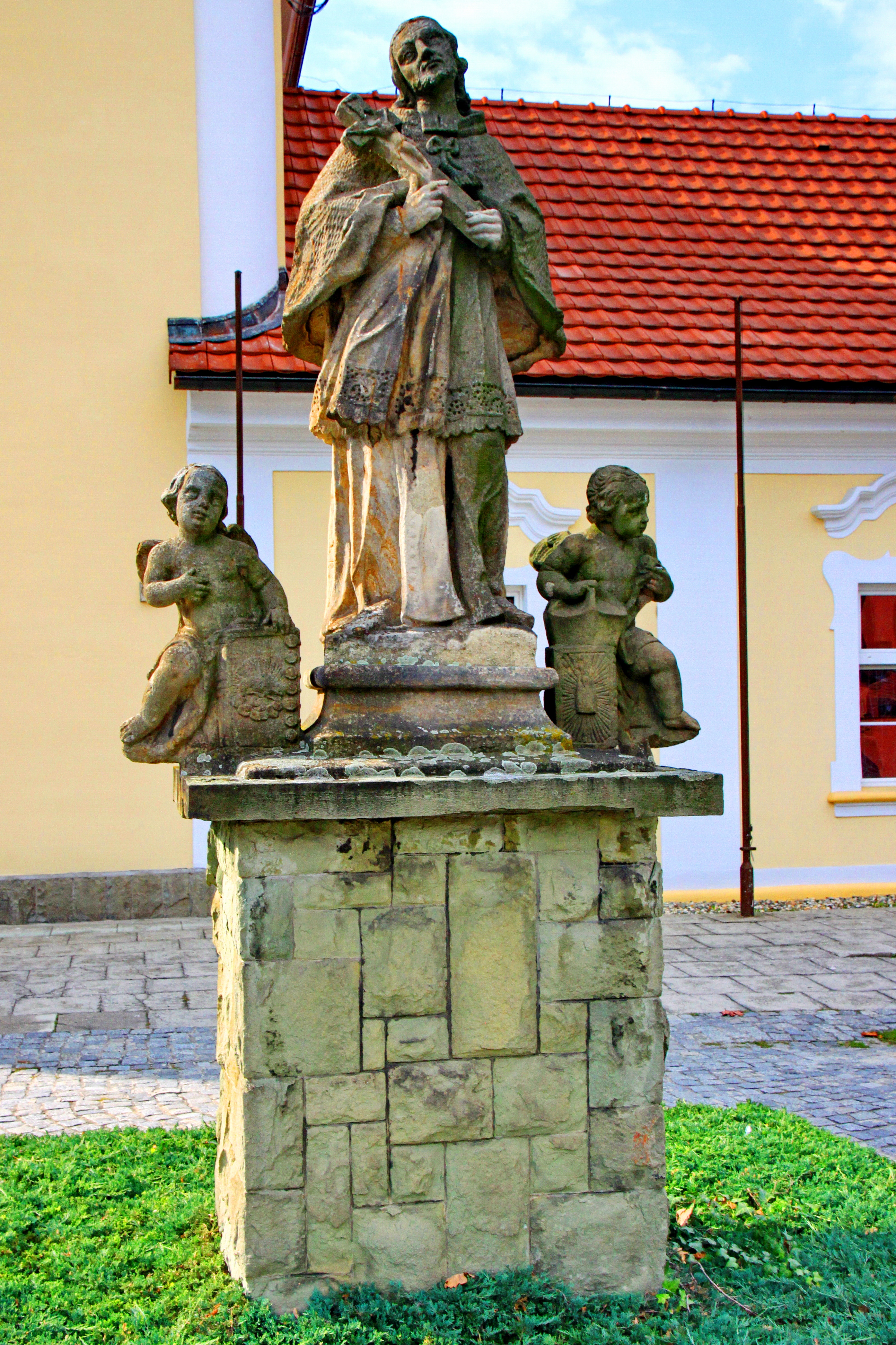
Nepomukstatue
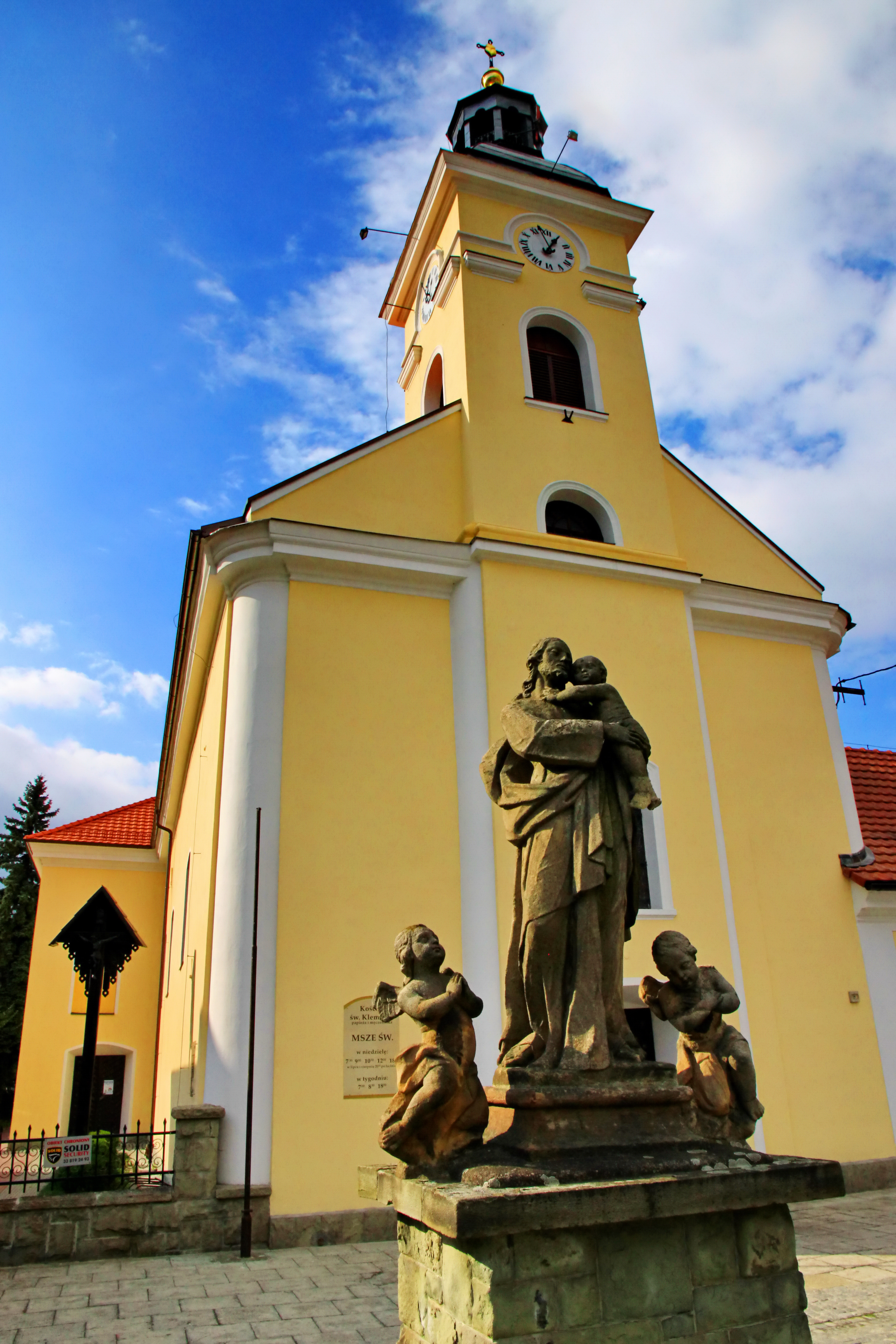
Joseffigur